# Mazatlán Villa de Flores
Mazatlán Villa de Flores è un comune del Messico, situato nello stato di Oaxaca.